# Onkyo
Onkyo Corporation (オンキヨー株式会社 Onkiyō Kabushiki-gaisha?) es una empresa japonesa fabricante de equipos electrónicos de Audio. Se especializa en sistemas de teatro en casa y equipos de audio, incluyendo receptores de audio envolvente y otros dispositivos portátiles. La palabra Onkyo se puede traducir como sonido harmonioso. Fue fundada en 1945 bajo el nombre de "Osaka Denki Onkyo K.K".
En marzo de 2015, Onkyo adquirió la división "Home Electronic Corporation" de Pioneer Corporation, la cual fabricaba amplificadores de teatro en casa, reproductores de Blu ray, así como otros productos de audio y video. Con la transacción, Pioneer se quedó con una participación de Onkyo del 14.95%. La familia Ohtsuki conserva la mayor parte de la compañía con aproximadamente 26%, arriba de Gibson Brands, Inc. la cual posee un 16.5%.
En mayo del año 2022 Onkyo se declara en quiebra siendo adquirida por "Premium Audio Company", volviendo a renacer en conjunto con sus marcas hermanas como Pioneer e Integra AV. Actualmente su fabricación es manejada entre PAC (Premium Audio Company) y Sharp Corporation.

## Subsidiarias
- Pioneer & Onkyo U.S.A. Corporation
- Pioneer & Onkyo Marketing Asia Ltd.
- Pioneer & Onkyo Europe GmbH
- Onkyo Asia Electronics Sdn. Bhd.

## Galería

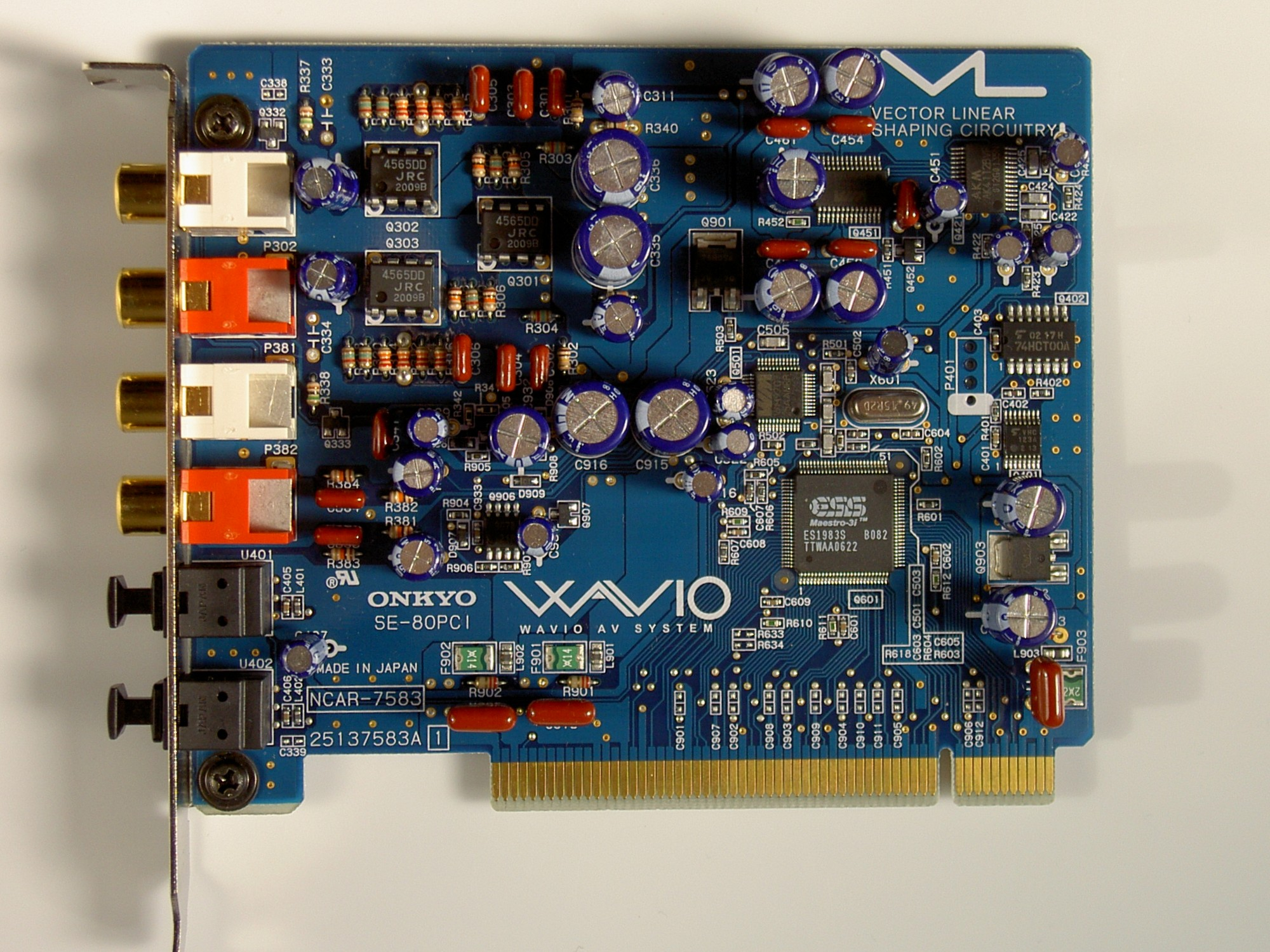
Onkyo Wavio SE-80PCI
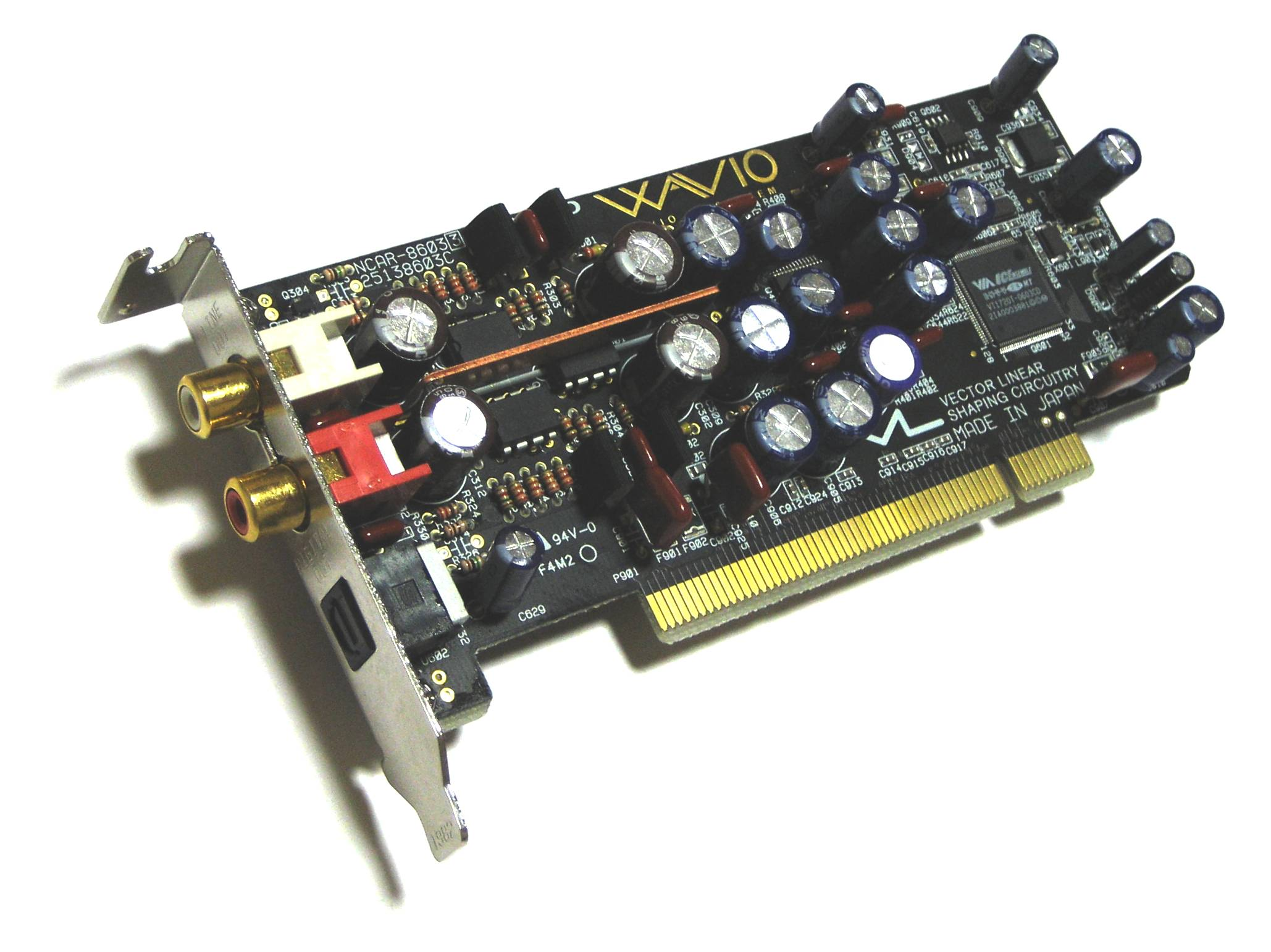
Onkyo Wavio SE-90PCI
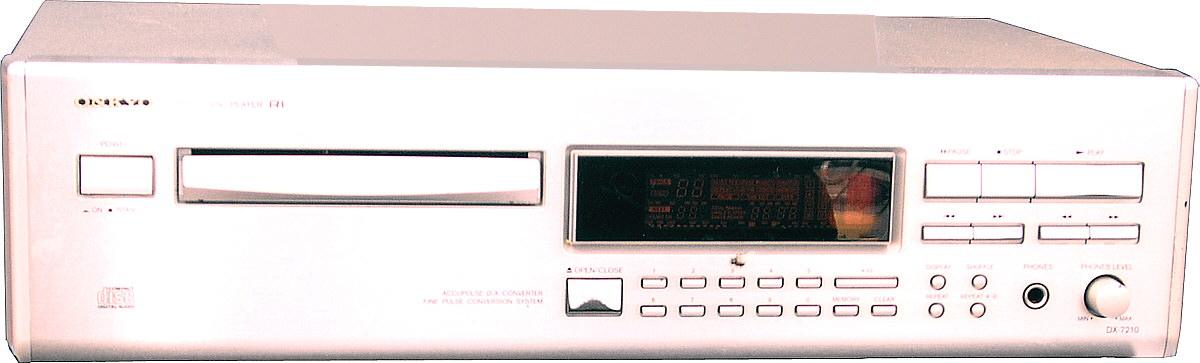
Onkyo DX7210
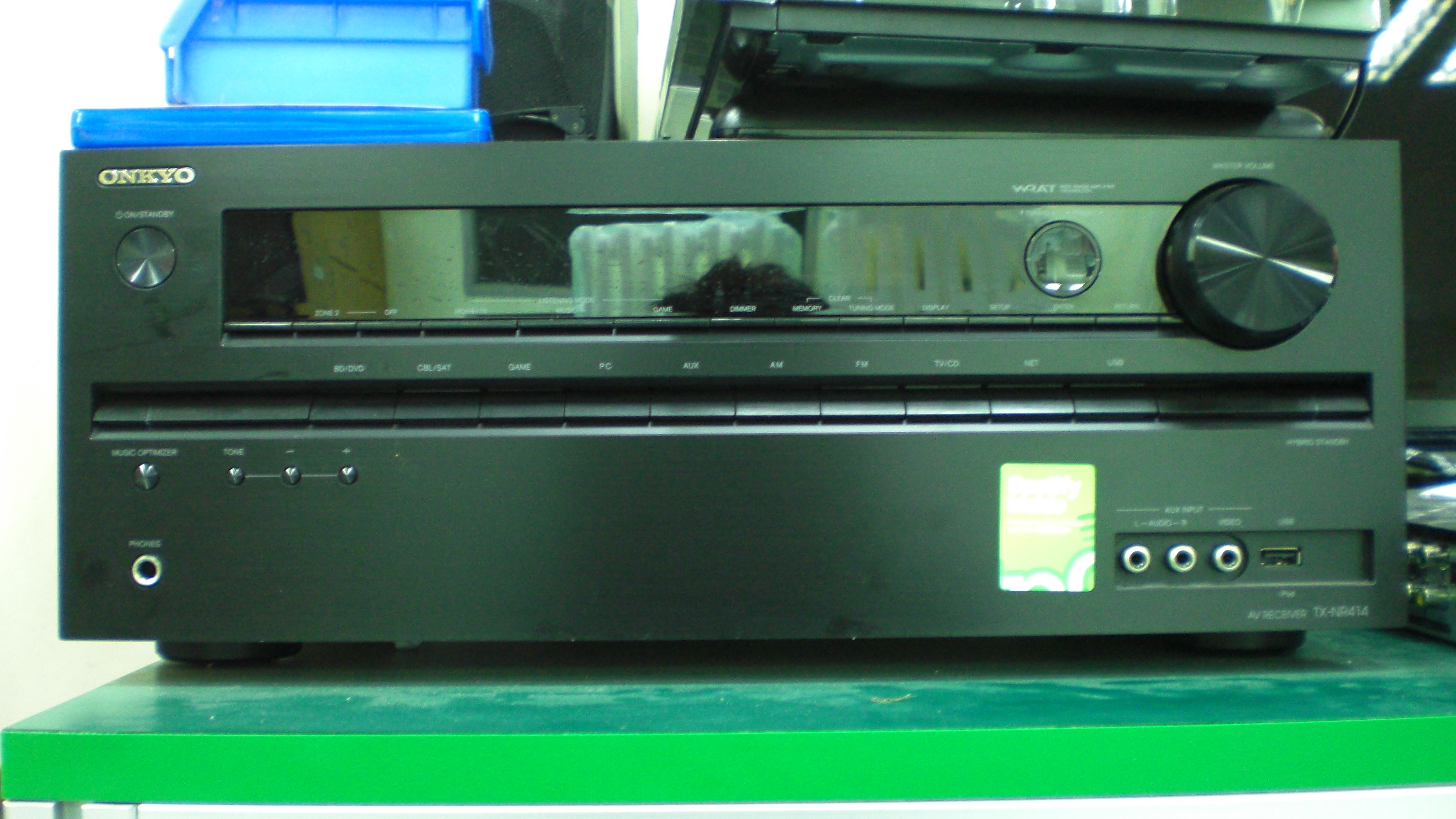
Onkyo TX-NR414 5.1
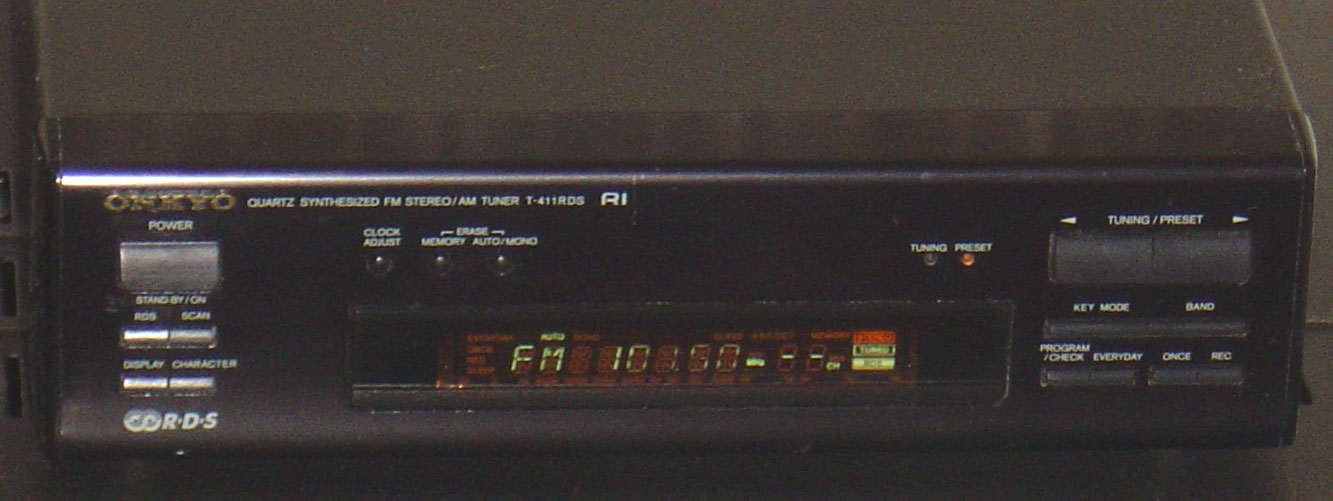
Onkyo T-411RDS